# Mărimi molare aparente
Mărimile molare aparente sunt proprietăți ca volumul sau entalpia ale componenților amestecurilor binare sau pseudobinare. Exprimă proprietățile amestecurilor față de proprietățile solventului.
{\displaystyle V=V_{solvent}n_{solvent}+{}^{\phi }{\tilde {V}}_{i}n_{i}\,}

## Suma
Suma volumelor aparente e data de volumul amestecului ori numărul componenților din care se scade suma volumelor componenților ori numărul componenților redus cu o unitate.
{\displaystyle \sum _{i}{}^{\phi }{V}_{i}=qV-(q-1)\sum _{i}V_{i}\,}
unde q e numărul componenților